# Master of Puppets (sang)
"Master of Puppets" er en sang af bandet Metallica, der lagde navn til albummet Master of Puppets, der udkom i 1986.
| Musik | Spire Denne musikartikel er en spire som bør udbygges. Du er velkommen til at hjælpe Wikipedia ved at udvide den. |